# Le Saut périlleux
Pour plus de détails, voir Fiche technique et Distribution.
Le Saut périlleux (Somersault) est un film australien réalisé par Cate Shortland sorti en 2004.
Le film a été présenté dans la section Un certain regard lors du Festival de Cannes 2004.

## Synopsis
Heidi, jeune adolescente de seize ans, vit avec sa mère Nicole à Canberra. Un matin, Nicole surprend son petit ami et Heidi en train de s'embrasser. Une violente dispute éclate et Heidi quitte la maison. Elle se réfugie dans la petite ville de Jindabyne où elle tente de prendre un nouveau départ. Elle fait notamment la connaissance de Joe, un beau et riche fils de fermier...

## Fiche technique
- Titre original : Somersault
- Titre français : Le Saut périlleux
- Réalisation : Cate Shortland
- Scénario : Cate Shortland
- Production : Anthony Anderson, Jan Chapman
- Pays d'origine :  Australie
- Langue originale : anglais
- Dates de sortie : 
  -  Australie : 19 juin 2004 (Festival du film de Sydney) ; 21 juillet 2004 (Festival international du film de Melbourne) ; 16 septembre 2004 (sortie nationale)
  -  France : 17 mai 2004 (Festival international du film de Cannes) ; 1er octobre 2004 (Festival international du cinéma au féminin de Bordeaux) ; 22 octobre 2004 (Festival des antipodes de Saint-Tropez) ; 5 janvier 2005 (Festival du film d'aventures de Valenciennes) (sortie limitée) ; 23 septembre 2013 (directement à la télévision) sur Arte
  -  Suisse romande : 5 janvier 2005

## Distribution
- Abbie Cornish (VF : Marie Tirmont) : Heidi
- Sam Worthington : Joe
- Lynette Curran (en) (VF : Frédérique Cantrel) : Irene
- Erik Thomson (en) : Richard
- Nathaniel Dean (en) : Stuart
- Hollie Andrew (en) (VF : Céline Ronté) : Bianca
- Leah Purcell (en) : Diane
- Olivia Pigeot (VF : Annabelle Roux) : Nicole

## Récompenses et distinctions
Lors des Australian Film Institute Awards 2004, le film remporte 13 prix dépassant ainsi le record que détenait le film La Leçon de piano (The Piano) avec 11 prix : Meilleur Film (Anthony Anderson), Meilleur Réalisateur (Cate Shortland), Meilleur Scénario original (Cate Shortland), Meilleure Actrice (Abbie Cornish), Meilleur Acteur (Sam Worthington), Meilleure Actrice dans un second rôle (Lynette Curran), Meilleur Acteur dans un second rôle (Erik Thomson), Meilleure Photographie (Robert Humphreys), Meilleur Montage (Scott Gray), Meilleurs Costumes (Emily Seresin), Meilleurs Décors (Melinda Doring), Meilleur Son (Mark Blackwell, Peter D. Smith, Sam Petty), Meilleure Musique de Film (Decoder Ring (en))